# حدوة الحصان البليارية
حدوة الحصان البليارية (باللاتينية: Hippocrepis balearica) نوع نباتي يتبع جنس حدوة الحصان من الفصيلة البقولية.

## الموئل والانتشار
ينتشر هذا النوع في جزر البليار التابعة لإسبانيا.